# Edgar Leonard
Pour les articles homonymes, voir Leonard.
Edgar Welch Leonard, né le 19 juin 1881 à West Newton dans le Massachusetts et mort le 7 octobre 1948 à New York, est un joueur de tennis et homme d'affaires américain.

## Biographie
Diplômé de l'Université Harvard en 1903, il obtient la médaille d'or en double avec Beals Wright aux Jeux olympiques de 1904 à Saint-Louis. Battu en demi-finale par Robert LeRoy, il doit se contenter de la médaille de bronze en simple. Il atteint par ailleurs les demi-finales des Championnats des États-Unis en 1904 et les quarts de finale en 1901 et 1906. Il connut par la suite une brillante carrière dans les affaires, tout d'abord au sein de l'entreprise familiale de laine, puis en tant que fondateur de la société de courtage Moore, Leonard, & Lynch à New York et membre de nombreux conseils d'administration.

## Palmarès

### Finale en simple messieurs
| No | Date | Nom et lieu du tournoi      | Catégorie | Surface | Vainqueur    | Score         |  |
| -- | ---- | --------------------------- | --------- | ------- | ------------ | ------------- |  |
| 1  | 1903 | Tournoi de tennis du Canada |           | NC      | Beals Wright | 8-6, 6-3, 6-4 |  |

### Titre en double messieurs
| No | Date       | Nom et lieu du tournoi         | Catégorie     | Surface      | Partenaire   | Finalistes                   | Score         |          |
| -- | ---------- | ------------------------------ | ------------- | ------------ | ------------ | ---------------------------- | ------------- | -------- |
| 1  | 29-08-1904 | Jeux olympiques d'été St Louis | J. olympiques | Terre (ext.) | Beals Wright | Robert LeRoy · Alphonzo Bell | 6-4, 6-4, 6-2 | Parcours |